# Pora sucha

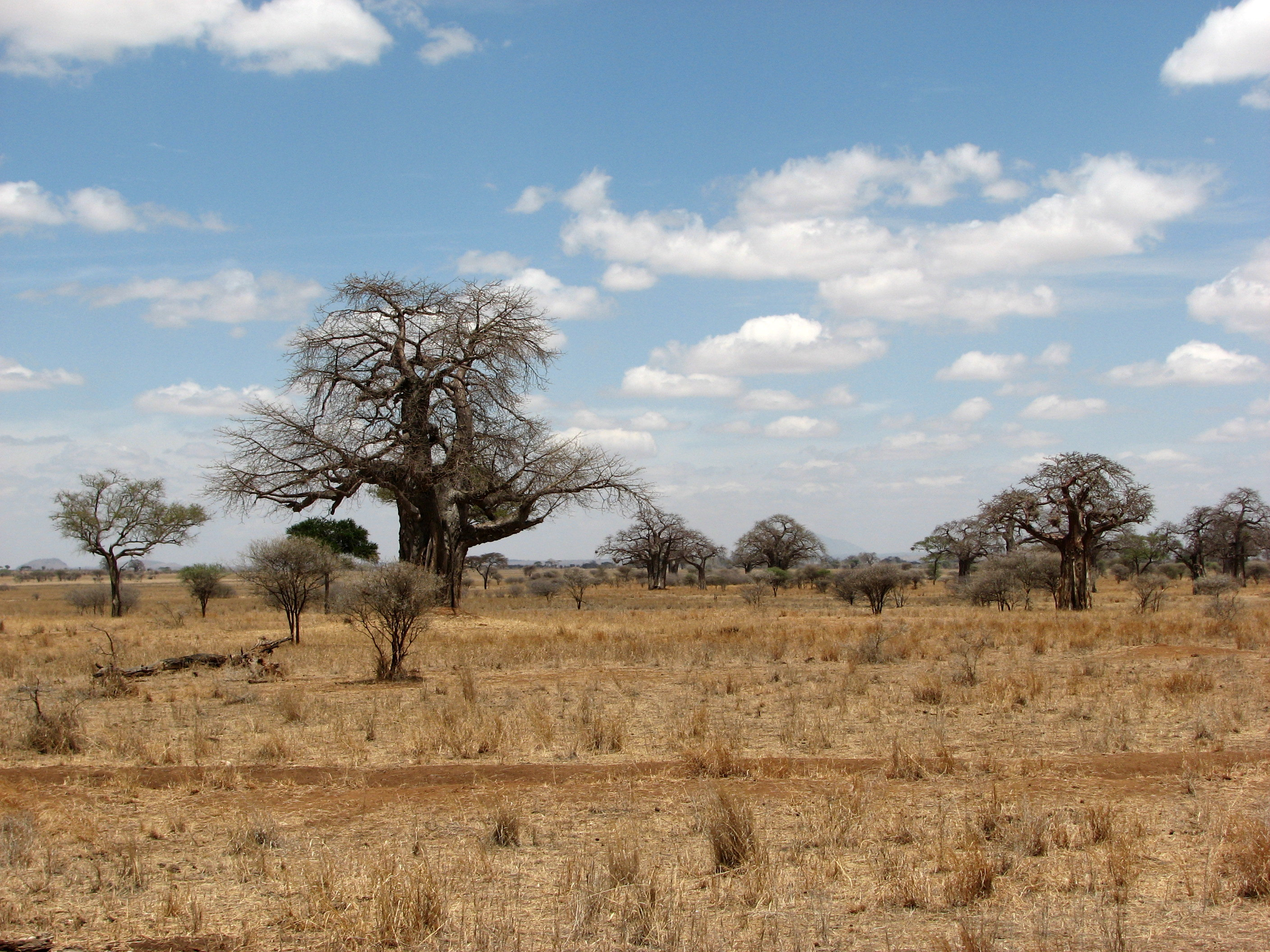
Pora sucha

Pora sucha – okres o niższych opadach atmosferycznych. W klimacie gorącym za okres taki uważa się miesiące, w których sumy opadów spadają poniżej 60 mm.
Pora sucha charakteryzuje się niską wilgotnością powietrza, która powoduje wysychanie rzek i jezior. Ze względu na brak wody, zwierzęta są zmuszone do migracji na bardziej żyzne tereny. Przykłady takich zwierząt to: zebry, słonie i gnu. 